# Ptychadena pujoli
Ptychadena pujoli là một loài ếch trong họ Ptychadenidae.
Loài này có ở Bờ Biển Ngà, Guinea, Liberia, và Sierra Leone.
Các môi trường sống tự nhiên của chúng là xavan ẩm, đồng cỏ nhiệt đới hoặc cận nhiệt đới vùng ngập nước hoặc lụt theo mùa, đồng cỏ nhiệt đới hoặc cận nhiệt đới vùng đất cao, đầm nước, và đầm nước ngọt có nước theo mùa.